# Arthur A. Denny

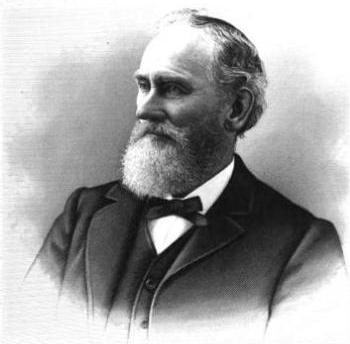
Arthur A. Denny

Arthur Armstrong Denny (* 20. Juni 1822 in Salem, Washington County, Indiana; † 9. Januar 1899 in Seattle, Washington) war ein US-amerikanischer Politiker. Zwischen 1865 und 1867 vertrat er das Washington-Territorium als Delegierter im Repräsentantenhaus der Vereinigten Staaten.

## Leben
Im Jahr 1823 zog Arthur Denny als Kleinkind mit seinen Eltern nach Greencastle. Dort besuchte er die öffentlichen Schulen. Nebenbei machte er eine Lehre als Schreiner und Landvermesser. Zeitweise war er auch selbst als Lehrer tätig. Ab 1834 war er im Knox County in Illinois ansässig. Dort arbeitete er zwischen 1843 und 1851 als Landvermesser. Im Jahr 1851 wurde er Anführer eines Wagenzuges, der sich in das Oregon-Territorium aufmachte. Die Teilnehmer des Trecks bildeten die nach ihm benannte Denny Party. Denny ließ sich schließlich in Alki Point nieder, wo er bei der Gründung der Stadt Seattle anwesend war, die bei Alki Point entstand. Später wurde er einer der reichsten Einwohner dieser Stadt.
In seiner neuen Heimat wurde Denny zunächst im Handel und im Holzgeschäft tätig. Außerdem arbeitete er für das Thurston und das King County. Zwischen 1853 und 1855 war er Posthalter der Stadt Seattle. Nach der Gründung des Washington-Territoriums war er zwischen 1853 und 1861 Abgeordneter im territorialen Repräsentantenhaus. Im Jahr 1857 war er Präsident des Hauses. 1855 nahm Arthur Denny auch an einem Indianerkrieg teil. Zwischen 1861 und 1865 arbeitete er als Registrar beim Katasteramt in Olympia. Gleichzeitig gehörte er in den Jahren 1862 und 1863 dem territorialen Regierungsrat an.
Denny war Mitglied der Republikanischen Partei. 1864 wurde er als Delegierter seines Territoriums in den Kongress in Washington, D.C. gewählt, wo er am 4. März 1865 die Nachfolge von George Edward Cole von der Demokratischen Partei antrat. Da er im Jahr 1866 auf eine erneute Kandidatur verzichtete, konnte er bis zum 3. Januar 1867 nur eine Legislaturperiode im Kongress absolvieren. Diese war von den Diskussionen um die Folgen des im April 1865 beendeten Amerikanischen Bürgerkrieges bestimmt. Dabei ging es vor allem um den Streit zwischen der Republikanischen Partei und Präsident Andrew Johnson um die Reconstruction in den Staaten, die sich der Konföderation angeschlossen hatten.
Nach dem Ende seiner Zeit im US-Repräsentantenhaus zog sich Arthur Denny aus der Politik zurück. Stattdessen stieg er in das Bank- und Eisenbahngeschäft ein. Er war auch an der Gründung der University of Washington beteiligt und stellte Land für das Universitätsgelände zur Verfügung. Denny verfasste auch das Buch "Pioneer Days on Puget Sound". Arthur Denny war mit Mary Ann Boren verheiratet, mit der er sechs Kinder hatte. Er starb am 9. Januar 1899 in Seattle.